# Phantom Party
Phantom Party ist eine englischsprachige Filmkomödie von Edwin Brienen aus dem Jahre 2009. Der Film handelt, pseudo-dokumentarisch, von einem Low-Budget-Filmdreh, der innerhalb einer Luxus-Hotelsuite stattfindet. Neben normalen Filmszenen sind experimentell Echtzeitaufnahmen ohne Schnitt eingefügt.

## Handlung
Jerome Gold ist ein idealistischer Filmemacher mit der Ambition einen erstklassigen Arthousefilm zu drehen. Zu seinem Leidwesen steht im jedoch nur die ausrangierte Pornodarstellerin Tamara Bonita als Hauptdarstellerin zur Verfügung. Aufgrund ihrer fehlenden Englischkenntnisse ist die ohnehin schon chaotische Produktion kurz vor dem Abbruch. Zudem entführt eine Gruppe neo-kommunistischer Filmemacher die Hauptdarstellerin nach Bulgarien und zwingen sie in einem al-Qaida-mäßigen YouTube-Video einen Text über den Einfluss der Sexualität auf den Marxismus vorzulesen. Jeromes Produktion bricht wie ein Kartenhaus in sich zusammen und er versucht zu retten, was noch zu retten ist. Als er im Studio versucht den Film zu schneiden wird er jedoch von den Neo-Kommunisten ermordet.